# شعبده‌بازان
شعبده‌بازان (انگلیسی: Jugglers; کره‌ای: 저글러스) یک مجموعه تلویزیونی محصول کره جنوبی سال ۲۰۱۷ با بازی بک جین هی، چوی دانیل، کانگ هه جونگ و لی وون گون است. این مجموعه از ۴ دسامبر ۲۰۱۷ تا ۲۳ ژانویه ۲۰۱۸، روزهای دوشنبه و سه‌شنبه ساعت ۲۲:۰۰ (کی‌اس‌تی) از کی‌بی‌اس۲ پخش شد.

## بازیگران

### اصلی
- بک جین هی در نقش جوا یون یی (۲۹ سال)
- چوی دانیل در نقش نام چی وون (۳۶ سال)
- کانگ هه جونگ در نقش وانگ جونگ ئه (۳۷ سال)
- لی وون گون در نقش هوانگ‌بو یول (۲۸ سال)